# Мендерес, Айдын
Айдын Мендерес (5 мая 1946 г., Анкара — 23 декабря 2011 г., там же) — турецкий политик, младший сын премьер-министра Турции Аднана Мендереса.

## Биография
Айдын Мендерес родился в 1946 году в Анкаре, он был третьим сыном Аднана и Беррин Мендерес. Аднан Мендерес занял должность премьер-министра в 1950 году, в 1960 году он был свергнут в результате военного переворота, в 1961 году отдан под суд и казнён вместе с двумя министрами.
В 1964 году Айдын Мендерес окончил TED Ankara College, в 1968 году — Академию торговли и экономики в Анкаре. После окончания академии занимался бизнесом, затем в 1970 году ушёл в политику. В 1976 году Айдын прошёл службу в армии в городе Искендерун.
У Айдына Мендереса было два брата: Юксель и Мутлу. Юксель в 1972 году совершил самоубийство, Мутлу в 1978 году погиб в результате аварии. В 1996 году Айдын Мендерес также попал в аварию, он не погиб, но в результате этого происшествия оказался прикован к инвалидному креслу.
В 1987—2005 годах опубликовал ряд книг.
С 2003 года писал для газеты «Tercüman», также вёл колонку в «Yeni Asır».
23 декабря 2011 года Айдын Мендерес скончался в госпитале Анкары, у него осталась жена Умран, на которой он женился в 1991 году.

## Политическая деятельность
В 1970 году Айдын Мендерес стал главой отделения Демократической партии в иле Айдын. В 1977 году был избран членом Великого национального собрания от партии Справедливости.
После государственного переворота 1980 года Айдыну Мендересу на 10 лет было запрещено заниматься политической деятельностью. В 1993 году он создал партию «Партия больших перемен» и возглавил её. В 1994 году партия Мендереса объединилась с Демократической партией. После объединения Айдын Мендерес был избран лидером Демократической партии, занимал этот пост до 1995 года.
В 1995 году был избран членом Великого национального собрания от партии Благоденствия. После запрета партии Благоденствия в 1998 году, Айдын Мендерес перешёл в партию Добродетели. В 1999 году избран от этой партии членом Великого национального собрания. Через некоторое время после этого вышел из партии Добродетели.
В 2002 году Айдын Мендерес баллотировался в Великое национальное собрание от партии Истинного пути, но партия не смогла набрать необходимое количество голосов для получения мест в парламенте. В 2007 году в результате объединения партии Истинного пути и партии Отечества была создана Демократическая партия. После того, как в мае 2009 года Демократическую партию возглавил Хусаметтин Джиндорук, Айдын Мендерес отошёл от политической деятельности.